# One of Us Must Know (Sooner or Later)
One of Us Must Know (Sooner or Later) är en låt skriven och lanserad av Bob Dylan. Låten spelades in tidigt 1966 och släpptes sedan som singel. Den tog sig inte in på Billboard Hot 100 i USA, men blev mer framgångsrik i Storbritannien där den nådde topp-40-placering. Låten togs senare med som fjärde spår på albumet Blonde on Blonde där den också avslutade skivsida A.
Låten handlar om en sprucken kärleksrelation, och berättaren försöker reda ut varför det gick fel och att han verkligen försökte få det att fungera. På inspelningen som musikaliskt drar åt folkrock-hållet medverkar Robbie Robertson på gitarr och Al Kooper på hammondorgel.

## Listplaceringar
- UK Singles Chart, Storbritannien: #33[1]